# إسبيخو (بحيرة)
بحيرة إسبيخو Espejo Lake – وتعني بالعربية بحيرة المرآة – هي بحيرة تقع في مقاطعة نيوكوين الجنوبية في الأرجنتين. وتقع بقرب مدينة فيلا لا أنغوستورا على الطريق المعروف باسم طريق البحيرات السبع.
يتضمن اسمها الإشارة إلى المياه النظيفة والهادئة، والتي تعكس المناظر الطبيعية مثل المرآة.
تتغذي البحيرة بالعديد من الجدول التي تتدفق بالمياه الذائبة من الجليد من الجبال القريبة.
من الأنشطة الجذابة في البحيرة ركوب الدراجات الجبلية وكذا رياضة الصيد وركوب الأمواج.